# سرشماری ۱۹۳۰ ایالات متحده آمریکا
سرشماری ۱۹۳۰ ایالات متحده آمریکا پانزدهمین دوره، از دوره‌های ۱۰ ساله سرشماری در ایالات متحده آمریکا بود. این سرشماری در ۱ آوریل ۱۹۳۰ برگزار شد.
در این سرشماری جمعیت ایالات متحده با ۱۳٫۷ درصد افزایش جمعیت به ۱۲۲٬۷۷۵٬۰۴۶ نفر رسید.

## رتبه‌بندی جمعیت بر پایه ایالات
| رتبه | ایالت           | جمعیت       |
| ---- | --------------- | ----------- |
| ۱    | نیویورک         | ۱۲٬۵۸۸٬۰۶۶  |
| ۲    | پنسیلوانیا      | ۹٬۶۳۱٬۳۵۰   |
| ۳    | ایلینوی         | ۷٬۶۳۰٬۶۵۴   |
| ۴    | اوهایو          | ۶٬۶۴۶٬۶۹۷   |
| ۵    | تگزاس           | ۵٬۸۲۴٬۷۱۵   |
| ۶    | کالیفرنیا       | ۵٬۶۷۷٬۲۵۱   |
| ۷    | میشیگان         | ۴٬۸۴۲٬۳۲۵   |
| ۸    | ماساچوست        | ۴٬۲۴۹٬۶۱۴   |
| ۹    | نیوجرسی         | ۴٬۰۴۱٬۳۳۴   |
| ۱۰   | میزوری          | ۳٬۶۲۹٬۳۶۷   |
| ۱۱   | ایندیانا        | ۳٬۲۳۸٬۵۰۳   |
| ۱۲   | کارولینای شمالی | ۳٬۱۷۰٬۲۷۶   |
| ۱۳   | ویسکانسین       | ۲٬۹۳۹٬۰۰۶   |
| ۱۴   | جورجیا          | ۲٬۹۰۸٬۵۰۶   |
| ۱۵   | آلاباما         | ۲٬۶۴۶٬۲۴۸   |
| ۱۶   | تنسی            | ۲٬۶۱۶٬۵۵۶   |
| ۱۷   | کنتاکی          | ۲٬۶۱۴٬۵۸۹   |
| ۱۸   | مینه‌سوتا        | ۲٬۵۶۳٬۹۵۳   |
| ۱۹   | آیووا           | ۲٬۴۷۰٬۹۳۹   |
| ۲۰   | ویرجینیا        | ۲٬۴۲۱٬۸۵۱   |
| ۲۱   | اکلاهما         | ۲٬۳۹۶٬۰۴۰   |
| ۲۲   | لوئیزیانا       | ۲٬۱۰۱٬۵۹۳   |
| ۲۳   | میسیسیپی        | ۲٬۰۰۹٬۸۲۱   |
| ۲۴   | کانزاس          | ۱٬۸۸۰٬۹۹۹   |
| ۲۵   | آرکانزاس        | ۱٬۸۵۴٬۴۸۲   |
| ۲۶   | کارولینای جنوبی | ۱٬۷۳۸٬۷۶۵   |
| ۲۷   | ویرجینیای غربی  | ۱٬۷۲۹٬۲۰۵   |
| ۲۸   | مریلند          | ۱٬۶۳۱٬۵۲۶   |
| ۲۹   | کنتیکت          | ۱٬۶۰۶٬۹۰۳   |
| ۳۰   | واشینگتن        | ۱٬۵۶۳٬۳۹۶   |
| ۳۱   | فلوریدا         | ۱٬۴۶۸٬۲۱۱   |
| ۳۲   | نبراسکا         | ۱٬۳۷۷٬۹۶۳   |
| ۳۳   | کلرادو          | ۱٬۰۳۵٬۷۹۱   |
| ۳۴   | اورگن           | ۹۵۳٬۷۸۶     |
| ۳۵   | مین             | ۷۹۷٬۴۲۳     |
| ۳۶   | داکوتای جنوبی   | ۶۹۲٬۸۴۹     |
| ۳۷   | رود آیلند       | ۶۸۷٬۴۹۷     |
| ۳۸   | داکوتای شمالی   | ۶۸۰٬۸۴۵     |
| ۳۹   | مونتانا         | ۵۳۷٬۶۰۶     |
| ۴۰   | یوتا            | ۵۰۷٬۸۴۷     |
| x    | بخش کلمبیا      | ۴۸۶٬۸۶۹     |
| ۴۱   | نیوهمپشایر      | ۴۶۵٬۲۹۳     |
| ۴۲   | آیداهو          | ۴۴۵٬۰۳۲     |
| ۴۳   | آریزونا         | ۴۳۵٬۵۷۳     |
| ۴۴   | نیومکزیکو       | ۴۲۳٬۳۱۷     |
| ۴۵   | ورمانت          | ۳۵۹٬۶۱۱     |
| ۴۶   | دلاویر          | ۲۳۸٬۳۸۰     |
| ۴۷   | وایومینگ        | ۲۲۵٬۵۶۵     |
| ۴۸   | نوادا           | ۹۱٬۰۵۸      |
| --   | مجموع           | ۱۲۲٬۷۷۵٬۰۴۶ |